# 浅生恭子
浅生 恭子（あそう きょうこ、1970年2月26日 - ）(Kyoko Aso) は、日本の元女子プロレスラー。身長170cm、体重68kg、血液型A型。埼玉県戸田市出身。ニックネームはきっこ。兄は戸田市議会議員のあそう和英。

## 経歴・戦歴
1985年
- 7月5日、栃木・足利市民体育館において、対堀田祐美子戦でデビュー。
- 12月25日、クラッシュギャルズ主演のミュージカル「ダイナマイト・キッド」に出演する（12月30日まで）。

特にデビル雅美に新人オーディション時から才能が買われ、期待されていた。
1987年
- 2月26日、空位になっていた全日本ジュニア王座の争奪トーナメントの決勝が行われ工藤めぐみを破り王座を奪取。
- 4月15日、全日本ジュニア王座の初防衛戦が行われ鈴木美香を相手に初防衛に成功。
- 8月20日、全日本ジュニア王座の防衛戦が行われ宍戸江利花を相手に2度目の防衛に成功。
- 10月11日、全日本ジュニア王座を返上。
- 11月12日、地元である埼玉・戸田市スポーツセンターにて同期の中島小百合と共に引退。

自宅が美容室であり、引退後は美容師になろうと考えていたが、詳細は不明。引退直後は実家の経営する喫茶店を手伝ったり、一方でタレントを目指している姿が雑誌に取り上げられていた。
- 北斗晶オフィシャルブログ2010年10月25日付のブログタイトル「情話求む!」の記事中には浅生の名前が掲載されており、現在消息不明とのこと。北斗はその他の浅生以外の現在消息不明の同期だった元選手の石黒泰子、岡林理恵、中島小百合らの情報提供を自身のブログ上で呼びかけている。
- 北斗晶オフィシャルブログ2024年5月18日付のブログタイトル「命日は同窓会」の記事にて、同期佐藤真紀の命日にて同期の北斗晶、堀田祐美子、西脇充子らと再会を果たす。北斗曰く「同期の中で1番凛々しい顔も良くて背が高くて人気選手だった」と語っている。

## 得意技
- 浅生ボンバー